# Orthiostola
Orthiostola is een geslacht van vlinders van de familie koolmotten (Plutellidae).

## Soorten
- O. citharoda Meyrick, 1928
- O. crotalista Meyrick, 1928
- O. lyroda Meyrick, 1927
- O. psaltria Meyrick, 1928
- O. tympanista Meyrick, 1928